# We Don't Need To Talk Anymore
「We Don't Need To Talk Anymore」（ウィ・ドント・ニード・トゥ・トーク・エニーモア）は、日本のダンス&ボーカルユニットw-inds.の楽曲。38枚目のシングルとして2017年1月11日にポニーキャニオンの社内レーベル・FLIGHT MASTERから発売された。

## 概要
本作は、橘慶太がw-inds.で初めてセルフプロデュースしたシングル。橘が表題曲とカップリング曲ともに作詞・作曲・編曲の全面プロデュースを手掛けている。
表題曲「We Don't Need To Talk Anymore」（日本テレビ系「バズリズム」2017年1月オープニングテーマ）は、EDMの系譜にありながら、現行のインディR&Bともリンクしつつトロピカル・ハウスのサウンドを展開するサビに用いられたボーカルドロップが特徴的なダンスナンバー。もともとはw-inds.のために書き下ろした楽曲ではなく、リリースを想定せずに研究と遊びを兼ねて橘が制作していた楽曲のうちの一つであったが、海外のトラックメイカーからは思い通りのトラックが集まらなかったので自作曲をメンバーとスタッフに提案したところ皆が気に入り、セルフプロデュースが決まった。
カップリング「Again」は前シングル「Backstage」の延長線上にあるトロピカル・ハウスど真ん中のアプローチをした楽曲。
プロモーションの一環として『w-inds.「We Don't Need To Talk Anymore」リミックスコンテスト』が開催され、ステムデータを一般公開して一般ユーザーからリミックス音源を公募。w-inds.メンバーの審査による最優秀賞「w-inds. Choice」にはNeed6、CINRA.NETスタッフによる「CINRA Choice」にはartpaix、特別賞「w-inds. Choice」にはMadderlessが選出された。
初回盤A（CD+DVD）、初回盤B（CD+DVD+スペシャルフォトブックレット）、通常盤（CDのみ）の3形態で発売された。

## 収録曲
| 全作詞: 橘慶太。 |                                                 |           |               |      |
| #                | タイトル                                        | 作詞      | 作曲          | 時間 |
| 1.               | 「We Don't Need To Talk Anymore」               | 橘慶太    | 橘慶太        | 3:48 |
| 2.               | 「Again」                                       | 橘慶太    | 橘慶太、NXILL | 3:38 |
| 3.               | 「We Don't Need To Talk Anymore」(Instrumental) | 橘慶太    | 橘慶太        | 3:48 |
| 4.               | 「Again」(Instrumental)                         | 橘慶太    | 橘慶太、NXILL | 3:36 |
| 合計時間:        | 合計時間:                                       | 合計時間: | 14:50         |      |

| #  | タイトル                                                    | 作詞 | 作曲・編曲 | 監督 |
| -- | ----------------------------------------------------------- | ---- | ---------- | ---- |
| 1. | 「We Don't Need To Talk Anymore」(Music Video)              |      |            |      |
| 2. | 「The Making of We Don't Need To Talk Anymore Music Video」 |      |            |      |

| #  | タイトル                                       | 作詞 | 作曲・編曲 | 監督 |
| -- | ---------------------------------------------- | ---- | ---------- | ---- |
| 1. | 「The Documentary of October - November 2016」 |      |            |      |